# Вітторіо Згарбі

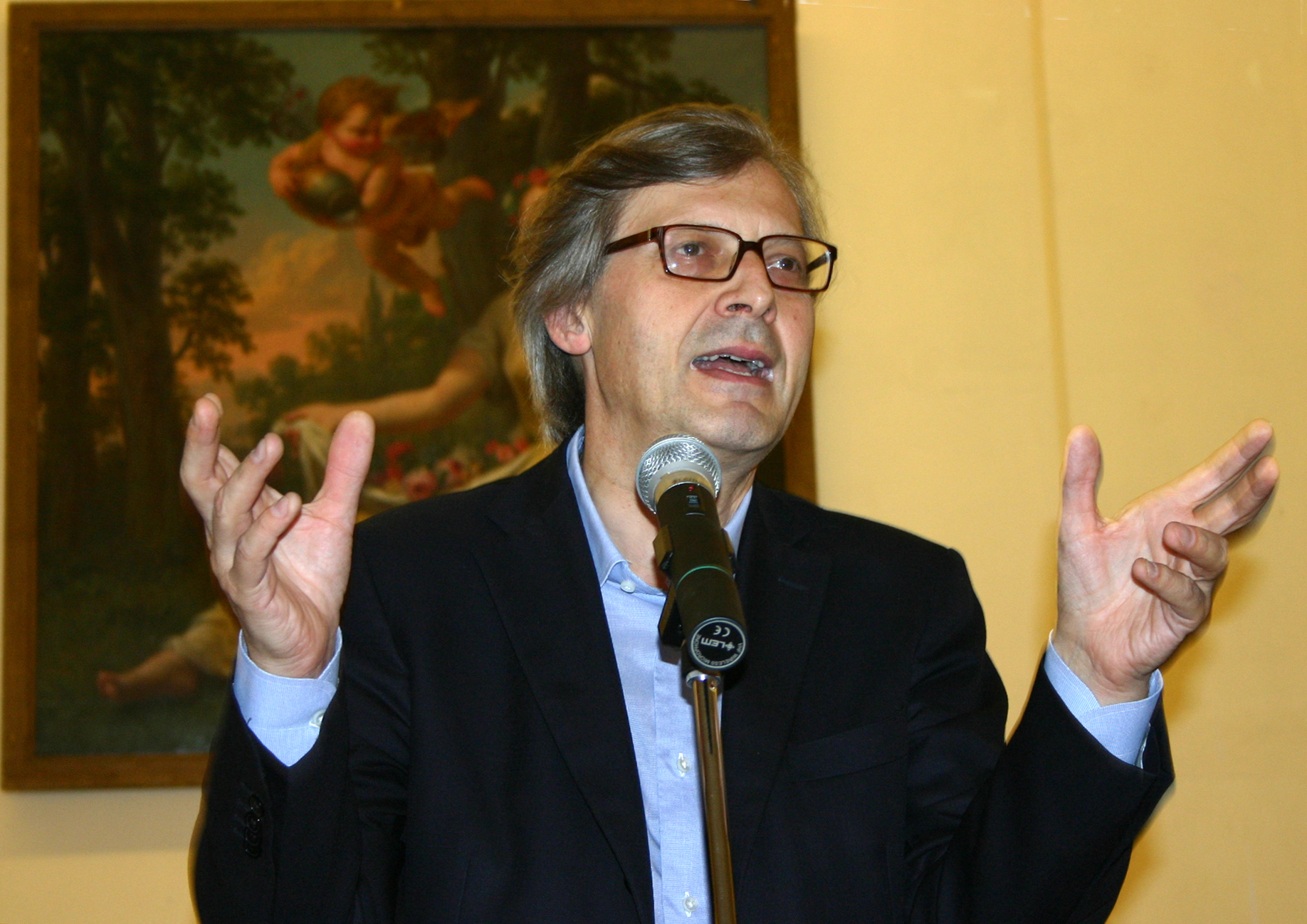
Вітторіо Згарбі

Вітторіо Згарбі Умберто Антоніо Марія (італ. Vittorio Umberto Antonio Maria Sgarbi; нар. 8 травня 1952, Феррара) — італійський арт-критик, телеведучий і політик.

## Життєпис
Він вивчав історію мистецтва в Болонського університету. Є автором численних наукових робіт, які в основному присвячені італійській культурі її історії. З 90-х років вважаються одним з найбільш відомих італійських критиків сучасного мистецтва. У 1990 році за книгу Davanti all'immagine отримав престижну Premio Bancarella.
Вів власну телевізійну програму. На початку 90-х почав політичну діяльність, був кандидатом у мери міста Пезаро від Комуністичної партії, входив до міської ради Сан-Северіно-Марке від Італійської соціалістичної партії. З 1992 року обирався членом Палати депутатів від Ліберальної партії, «Вперед, Італія» і власного руху «Ліберали — Згарбі».
У червні 2001 року призначений заступником держсекретаря Міністерства культури у другому уряді Сільвіо Берлусконі. Він був заступником міністра з червня 2002. Асесор культури Мілана з 2006 по 2008, мер Салемі з 2008 по 2012.